# Aroostook River
Der Aroostook River [əˈrʏstək] ist ein 180 km langer rechter Nebenfluss des Saint John River im US-Bundesstaat Maine und in der kanadischen Provinz New Brunswick.
Der Aroostook River entsteht am Zusammenfluss von Munsungan Stream und Millinocket Stream im Penobscot County im Nordosten von Maine. Der Aroostook River fließt in östlicher und nordöstlicher Richtung durch das Aroostook County. Am Flusslauf liegen die Gemeinden Masardis, Ashland und Washburn sowie die Kleinstädte Presque Isle und Caribou. Größere Nebenflüsse sind Mooseleuk Stream, Machias River und Little Madawaska River von links sowie Saint Croix Stream, Scopan Stream und Presque Isle Stream von rechts. Der Aroostook River passiert noch die Gemeinde Fort Fairfield. Danach überquert er die Grenze nach Kanada und erreicht die Provinz New Brunswick, wo er nach 7,5 Kilometern in den Saint John River mündet.
Die Region um den Aroostook River war in den Jahren 1838–1839 Schauplatz des Aroostook-Krieges. Dabei kam es zwischen den Vereinigten Staaten und dem Vereinigten Königreich von Großbritannien und Irland aufgrund von Grenzstreitigkeiten zu unblutigen Auseinandersetzungen.

## Hydrologie
Das Einzugsgebiet des Aroostook River umfasst 6060 km². Davon befinden sich 5957 km² in Maine. Am Pegel 3,5 km oberhalb der Mündung beträgt der mittlere Abfluss 116 m³/s. Die abflussstärksten Monate sind April und Mai mit im Mittel 403 bzw. 244 m³/s.
Der United States Geological Survey unterhält am Lauf des Flusses zwei Pegel. Die erste Messstelle befindet sich bei Masardis (⊙). Das Einzugsgebiet des Flusses umfasst an dieser Stelle 2309 km². Die höchste dort aufgezeichnete Abflussmenge war 600 m³/s, die niedrigste 1,1 m³/s. Der zweite Pegel misst Daten bei Washburn (⊙). Das Einzugsgebiet an diesem Punkt umfasst 4282 km². Die höchste bei Washburn aufgezeichnete Abflussmenge ist 1230 m³/s, der niedrigste Wert ist 2,1 m³/s. Die Höchstwerte treten während der Schneeschmelze im Frühling auf, der niedrigste Wasserstand wird im Herbst beobachtet. Die höchsten Wasserstände verursachten bei beiden Messstellen durch Eisbarrieren verursachte Fluten. Dies geschieht an diesem Fluss relativ häufig, so etwa im März und April 1999, im April und Mai 2003 oder im April 2004.